# Hacsatur Kostojanc
Hacsatur Kostojanc vagy oroszosan Hacsatur Szedrakovics Kostojanc (örményül Խաչատուր Կոշտոյանց, oroszul Хачатур Седракович Коштоянц) (Alekszandropol (a mai Gjumri közelében), Oroszország, 1900. szeptember 26. – Moszkva, Szovjetunió, 1961. április 2.) szovjet-örmény neurofiziológus, a Magyar Tudományos Akadémia tiszteleti tagja. Idegélettani kutatásaiban az ingerületátvitel hátterében álló sejtszintű anyagcsere-folyamatokat vizsgálta.

## Életútja
1926-ban a Moszkvai Állami Egyetem orvosi karán szerzett diplomát. 1930-tól az egyetem állatfiziológiai tanszékének egyetemi tanára, 1943-tól tanszékvezetője volt. Ezzel párhuzamosan 1936-tól a moszkvai Szevercov Állatmorfológiai Intézet munkatársa volt, 1946 és 1953 között pedig a Vavilov Tudomány- és Technikatörténeti Intézet igazgatói feladatait is ellátta. 1927-től a Szovjetunió Kommunista Pártjának tagja volt, részt vett a Szovjetunió Legfelsőbb Tanácsa munkájában is.

## Munkássága
Tudományos munkássága az összehasonlító idegélettan elméleti megalapozására, az ingerületátvitel élettani és szervezettani (evolúciós) hátterének feltárására irányult. Behatóan foglalkozott a neurobiológiai értelemben vett ingerlékenység és az anyagcsere-folyamatok közötti összefüggések tanulmányozásával. Kidolgozta enzimkémiai elméletét az ingerlékenység magyarázatára, amelyben az idegek és az effektorsejtek között végbemenő fehérjeátvitelhez kötötte az ingerületátvitel folyamatát. Az élettani kutatások tudománytörténetével is foglalkozott.
Intenzív szakmai kapcsolatban állt magyar kollégáival (pl. Salánki Jánossal), tudományszervezőként jelentősen hozzájárult a magyarországi idegélettani kutatások megalapozásához.

## Társasági tagságai és elismerései
1939-től a Szovjet Tudományos Akadémia levelező, 1943-tól az Örmény Tudományos Akadémia rendes tagja volt, 1958-ban pedig a Magyar Tudományos Akadémia tiszteleti tagjává választották.
Tudományos eredményei elismeréseként 1947-ben megkapta a Szovjetunió Állami Díját, emellett a Lenin-rend birtokosa is volt.

## Főbb művei
- Великий русский физиолог Иван Михайлович Сеченов. Москва, 1948
- Основы сравнительной физиологии. Москва, 1950
  - magyarul: Az összehasonlító élettan alapjai. 1955
- Алексей Николаевич Орловский 1821–1856. Москва, 1951
- Белковые тела, обмен веществ и нервная регуляция. Москва, 1951

### Magyarul
- Az összehasonlító élettan alapjai, 1-2.; ford. Bárász Zoltán; Akadémiai, Bp., 1955–1961
  - 2. Az idegrendszer összehasonlító élettana